# Марти, Нереа
Нереа Марти (исп. Nerea Martí; род. 2 января 2002 года, Альбалат-дельс-Сорельс, Валенсия, Испания) — испанская автогонщица. В сезоне 2024 года выступает в Академии F1 за команду Campos Racing.

## Гоночная карьера

### Картинг
Первый раз Марти села за руль карта в девять лет на арендованной трассе её отца. Позже она в своей гоночной карьере заключила контракт с трассой имени Рикардо Тормо для попадания в профессиональный автоспорт.

### Младшие формулы
Марти дебютировала в Испанской Формуле-4 в сезоне 2019 года, завоевала подиум на своём первом этапе. Она финишировала 16-й в турнирной таблице и 2-й в женском зачёте после Белен Гарсии.

### Серия W
В сезоне 2020 года Марти официально стала пилотом Серии W. Сезон 2020 года Серии W был отменён из-за пандемии COVID-19.

#### 2021 год
[[Файл:W Series 2021 Austria Nr. 32 Martí (side).jpg|right|thumb|200px|

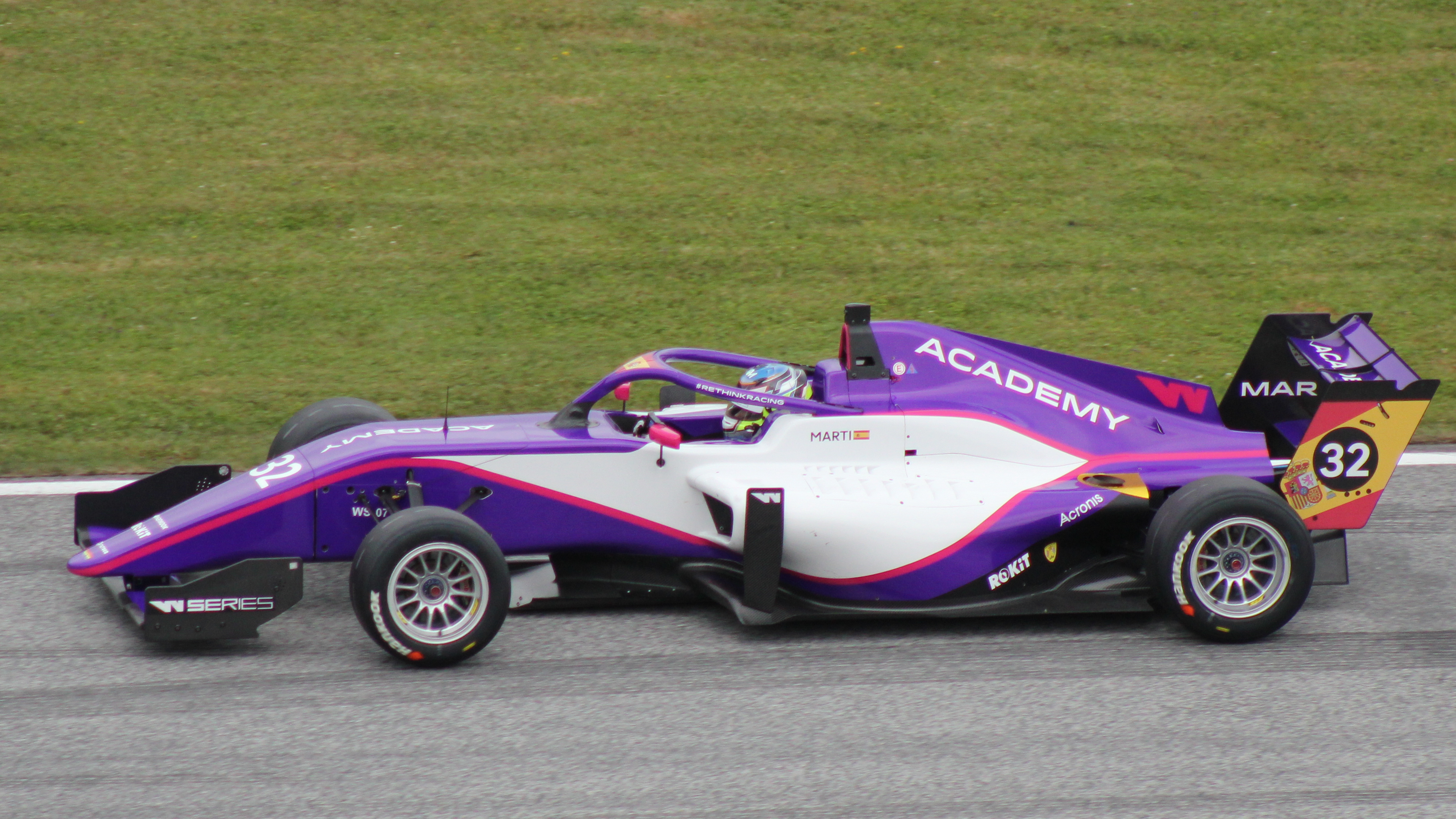
Center|Нереа Марти на этапе в Шпильберге, Серия W

Марти дебютировала в Серии W в сезоне 2021 года, завоевав свой первый подиум в сезоне 2021 года на трассе Хунгароринг. Она финишировала 4-й в турнирной таблице и стала лучшим из дебютантов Серии W в сезоне 2021 года.

#### 2022 год
Марти завоевала свою первую поул-позицию в карьере в Серии W на трассе Международный автодром Майами.

### ФИА Формула-3
В ноябре 2021 года Марти была приглашена принять участие в однодневных тестах FIA Formula 3, проходивших во французском Маньи-Куре вместе с тремя другими гонщицами Ириной Сидорковой, Майей Вег и Дориан Пин.

### Академия F1
[[Файл:F1 Academy 2023 Spielberg Nr. 1 Martí.jpg|right|thumb|200px|

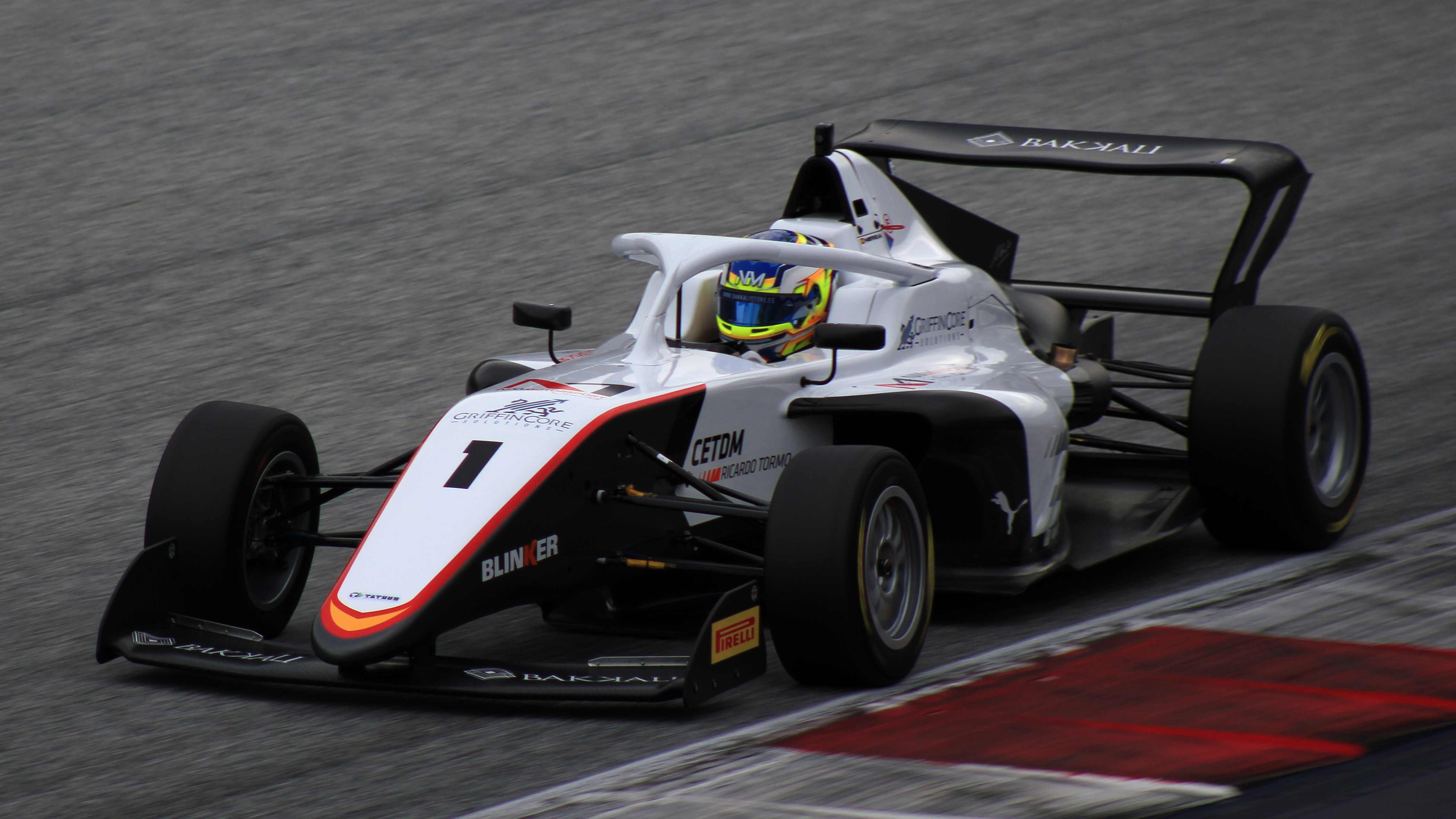
Center|Нереа Марти на этапе в Шпильберге, Академия F1

10 февраля 2023 года было объявлено, что Нереа Марти будет выступать в Академии F1 за команду Campos Racing. Она была дисквалифицирована в первой гонке первого этапа на трассе Ред Булл Ринг, но во второй и третьей гонке того же этапа ей удалось финишировать на четвёртом и на пятом местах соответственно, заработав 15 очков, поднявшись на 8-е место в турнирной таблице чемпионата.
Марти осталась в Campos Racing на сезон 2024 года при поддержке Tommy Hilfiger. На первом этапе в Джидде в первой гонке Марти была четвёртой, но на последнем круге она столкнулась с Лолой Ловинфосс, и она финишировал 14-й. Во второй гонке она финишировала четвёртой, но поднялась на третье место после того, как победительница гонки Дориан Пен получила 20-секундный штраф после гонки за двойное пересечение финишной линии.

## Личная жизнь
Марти, которая была помолвлена с футболистом Уго Дуро, вышла замуж 1 июня 2024 года.

## Статистика выступлений

### Сводная таблица
| Сезон   | Серия               | Команда                       | Старты | Победы | Поулы | БК | Подиумы | Очки | Место |
| ------- | ------------------- | ----------------------------- | ------ | ------ | ----- | -- | ------- | ---- | ----- |
| 2019    | Испанская Формула-4 | Formula de Campeones Praga F4 | 21     | 0      | 0     | 0  | 1       | 35   | 16    |
| 2021    | Серия W             | Академия серии W              | 8      | 0      | 0     | 0  | 1       | 61   | 4     |
| 2021/22 | Зимняя серия GT     | BMW Испания автоспорт         | 12     | 5      |       |    | 11      | 234  | 2     |
| 2022    | Серия W             | Quantfury W Series            | 7      | 0      | 1     | 0  | 2       | 44   | 7     |
| 2023    | Академия F1         | Campos Racing                 | 21     | 1      | 1     | 1  | 6       | 181  | 4     |
| 2024    | Академия F1         | Campos Racing                 | 4      | 0      | 0     | 0  | 1       | 33*  | 6 ·   |
| Сезон   | Серия               | Команда                       | Старты | Победы | Поулы | БК | Подиумы | Очки | Место |

 ·  Сезон продолжается.
| Легенда к таблице |                                                                       |
| --- | --------------------------------------------------------------------- |
| В таблице перечислены результаты всех гонок, в которых принимала участие гонщица. Строками таблицы являются сезоны, столбцами — этапы серии. В каждой клетке указаны сокращённое название этапа и результат, дополнительно обозначенный цветом. Расшифровка обозначений и цветов представлена в нижеследующей таблице. |                                                                       |
| \| Пример \| Описание \| \| ------------ \| --------------------------------------------------------------------- \| \| 1 \| Победительница \| \| 2 \| Второе место \| \| 3 \| Третье место \| \| 5 \| Финишировала, заработав очки \| \| Сход \| Не финишировала, но при этом заработала очки \| \| 12 \| Финишировала, не получив очков \| \| НКЛ \| Финишировала, но не попала в финальную классификацию \| \| 15 \| Участвовала вне зачёта, либо по отдельной классификации \| \| 18 \| Не финишировала, но попал в финальную классификацию \| \| Сход \| Не финишировала \| \| НКВ \| Не прошла квалификацию \| \| НПКВ \| Не прошла предквалификацию \| \| ДСК \| Дисквалифицирована \| \| ИСК \| Исключена из протокола соревнований \| \| ТТ \| Участвовала только в тренировках \| \| НС \| Участвовала в квалификации, но не стартовала в гонке \| \| Т \| Травмирована или больна \| \| ОТК \| Отказ от участия \| \| НТР \| Прибыла на соревнования, но на трассу не выезжала \| \| НПР \| Была заявлена в числе участников, но не прибыла к началу соревнований \| \| О \| Соревнования отменены \| \| \| Не участвовала \| \| Поул-позиция \| \| \| Быстрый круг \| \| |                                                                       |
| Пример | Описание                                                              |
| 1 | Победительница                                                        |
| 2 | Второе место                                                          |
| 3 | Третье место                                                          |
| 5 | Финишировала, заработав очки                                          |
| Сход | Не финишировала, но при этом заработала очки                          |
| 12 | Финишировала, не получив очков                                        |
| НКЛ | Финишировала, но не попала в финальную классификацию                  |
| 15 | Участвовала вне зачёта, либо по отдельной классификации               |
| 18 | Не финишировала, но попал в финальную классификацию                   |
| Сход | Не финишировала                                                       |
| НКВ | Не прошла квалификацию                                                |
| НПКВ | Не прошла предквалификацию                                            |
| ДСК | Дисквалифицирована                                                    |
| ИСК | Исключена из протокола соревнований                                   |
| ТТ | Участвовала только в тренировках                                      |
| НС | Участвовала в квалификации, но не стартовала в гонке                  |
| Т | Травмирована или больна                                               |
| ОТК | Отказ от участия                                                      |
| НТР | Прибыла на соревнования, но на трассу не выезжала                     |
| НПР | Была заявлена в числе участников, но не прибыла к началу соревнований |
| О | Соревнования отменены                                                 |
| | Не участвовала                                                        |
| Поул-позиция |                                                                       |
| Быстрый круг |                                                                       |

### Результаты выступлений в Академии F1
| Год        | Команда       | Шасси          | Двигатель                      | 1      | 1    | 1    | 2    | 2       | 2    | 3    | 3    | 3    | 4    | 4    | 4    | 5    | 5     | 5    | 6    | 6    | 6    | 7    | 7    | 7    | Место | Очки |
| 2023       | Campos Racing | Tatuus F4-T421 | Autotecnica Motori 1.4 FT-J 4T | ШПИ    | ШПИ  | ШПИ  | ВАЛ  | ВАЛ     | ВАЛ  | БАР  | БАР  | БАР  | ЗАН  | ЗАН  | ЗАН  | МОН  | МОН   | МОН  | ЛЕК  | ЛЕК  | ЛЕК  | АМЕ  | АМЕ  | АМЕ  | 4     | 181  |
| ---------- | ------------- | -------------- | ------------------------------ | ------ | ---- | ---- | ---- | ------- | ---- | ---- | ---- | ---- | ---- | ---- | ---- | ---- | ----- | ---- | ---- | ---- | ---- | ---- | ---- | ---- | ----- | ---- |
| 2023       | Campos Racing | Tatuus F4-T421 | Autotecnica Motori 1.4 FT-J 4T | Г1 ДСК | Г2 4 | Г3 5 | Г1 2 | Г2 Сход | Г3 2 | Г1 6 | Г2 6 | Г3 7 | Г1 3 | Г2 6 | Г3 6 | Г1 7 | Г2 11 | Г3 3 | Г1 1 | Г2 5 | Г3 4 | Г1 9 | Г2 5 | Г3 2 | 4     | 181  |
| Источники: |               |                |                                |        |      |      |      |         |      |      |      |      |      |      |      |      |       |      |      |      |      |      |      |      |       |      |

 ·  Сезон продолжается.

### Комментарии
1. ↑  В гонке пройдено более 50% дистанции, но менее 75%, поэтому начислено 75% очков.